# Monte Tidiguín
El monte Tidiguín (en árabe: جبل تدغين‎) es una montaña ubicada en la provincia de Alhucemas, en Marruecos. La cima tiene una altura de 2456 m s. n. m., siendo la montaña más alta de la cordillera del Rif. Cerca, a los pies de la montaña, se encuentra la ciudad de Isaguén (antigua Ketama), un área predominantemente bereberes, así como por el cultivo de cannabis. Se encuentra a 320 km al norte del centro geográfico de Marruecos y 232 km al noreste de la capital, Rabat.